# Apolog
Apolog (gr. apólogos = opowieść) – krótki, dydaktyczno-moralizatorski utwór pisany prozą lub wierszem, często alegoryczny. Bohaterami takich utworów są postacie o schematycznych cechach.